# 17th Conference of the International Woman Suffrage Alliance
17th Conference of the International Woman Suffrage Alliance var en internationell konferens som ägde rum i Colombo i Sri Lanka 1955. Det var den sjuttonde internationella konferensen om kvinnors rättigheter som organiserades av International Alliance of Women. 